# クレアライン (高速バス)

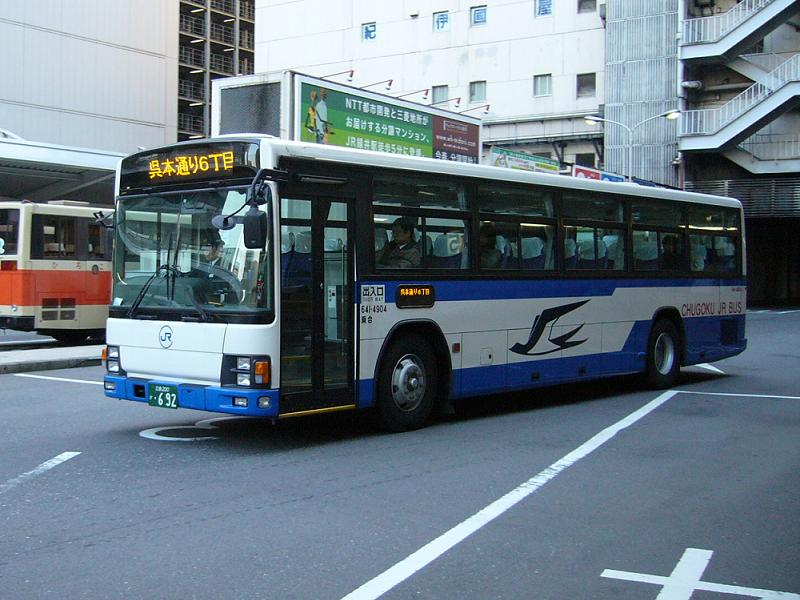
クレアライン（JRバス中国）

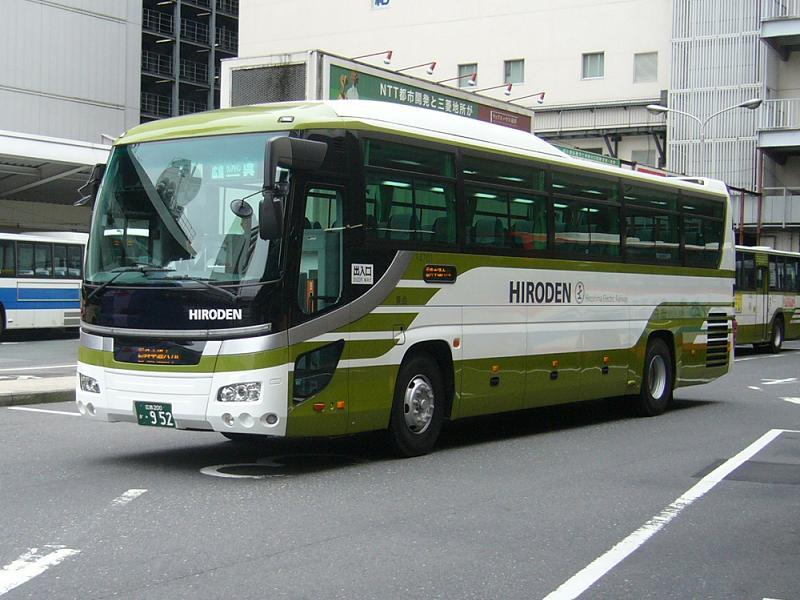
クレアライン（広島電鉄）

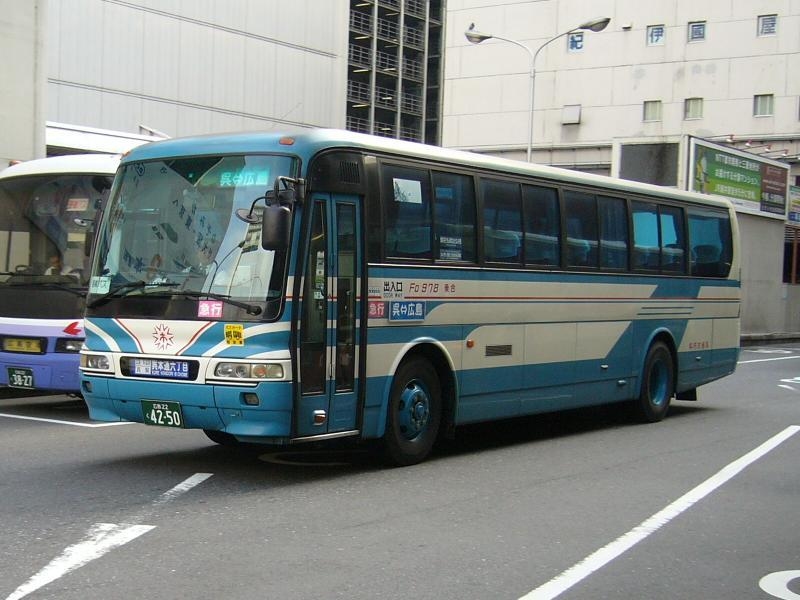
クレアライン（呉市交通局（撤退））

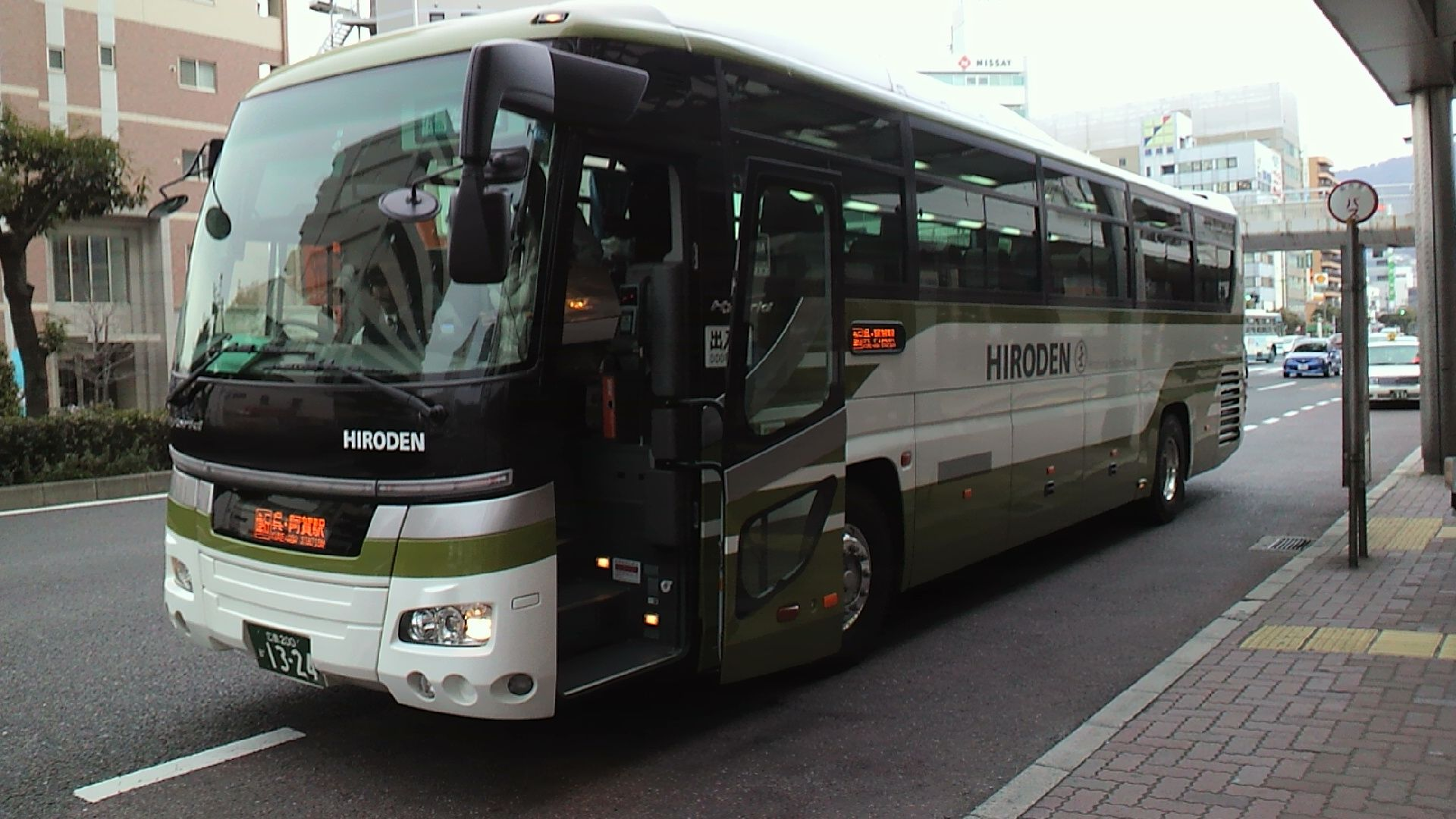
クレアライン（日野・セレガハイブリッド）（広島電鉄）

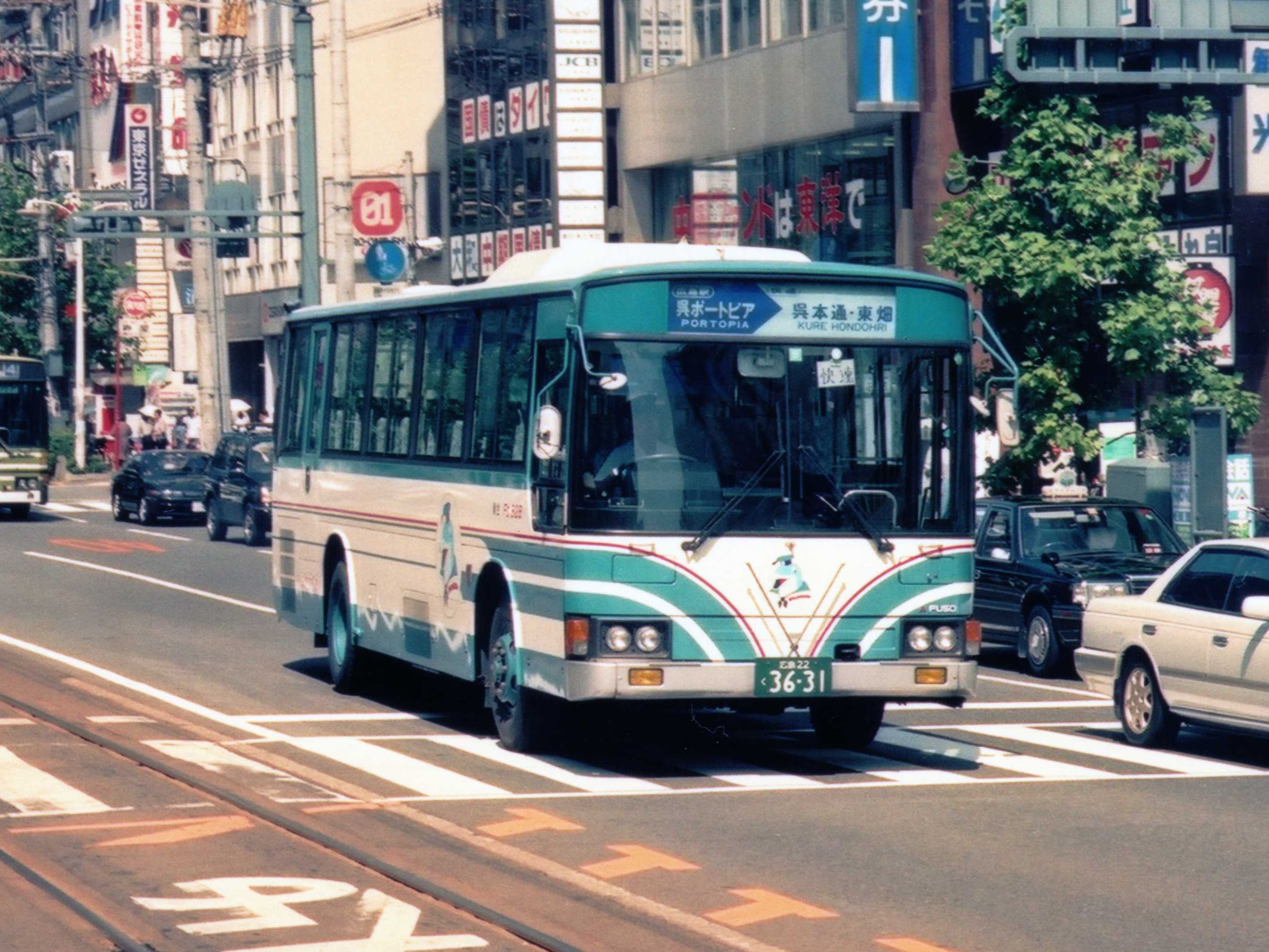
快速便時代の呉市交通局車両

クレアラインは、広島呉道路（愛称クレアライン）を経由して広島市と呉市を結ぶ高速バスである。

## 歴史
広島と呉を結ぶ路線は、1942年7月に開業した省営自動車安芸線が前身となる。呉にある海軍工廠に勤務する工員輸送にあたって、当初は呉線の複線化で対応する予定であったが、複線化に時間を要する一方で輸送力増強を急遽行う必要に迫られたため、輸送力増強分を自動車輸送で行うことになった。鉄道と完全に並行するこの区間に省営バス路線が開設されたのは、このような経緯によるもので、国鉄バス4原則 の「鉄道の代行」に相当した。
戦後、1949年には広島電鉄と呉市交通局も同区間に参入、中国地方自動車局管内では初の共通乗車制度が導入された。その後、1960年代には日本全国で長距離路線バスの運行が開始された時期、安芸線においても1962年から下松と呉本通13丁目を直通する国鉄バス瀬戸内西線の運行も開始されているが、1970年代に直通運行は休止されている。
1957年7月に営業を開始していた広島バスセンターは、1974年10月にビル3階に入るという大規模な改良が行なわれたが、この時に待機スペースが減少することになったため、国鉄バスでは安芸線の一部を横川駅まで延長することになった。しかし、横川駅周辺は他社の営業エリアであったことから、協議の結果安芸線の横川駅乗り入れと引き換えに、広島バスと広島交通が雲芸南線のエリアである高陽ニュータウンへの乗り入れを行なうことで決着した。
1978年に呉市交通局が運行を中止。国鉄バス末期時は広島-呉本通6丁目の他に広および(西条線)乃美尾まで直通運転を行っていたが、国鉄分割民営化後、呉線の列車増発などが行われたことから、一時JRバスの広島-呉間直通便は廃止された。
その後しばらく広島電鉄のみで運行を続けていたが、1992年より呉市交通局が快速便として運行を再開。中国JRバスも1995年11月より急行便として再開された。これらを広島呉道路全通により発展させたものがクレアラインである。
一方、短縮後広島-坂間で運行されていた普通便のJRバス安芸線は2003年3月31日をもって全線廃止され、路線は芸陽バスおよび坂町循環バスに引き継がれた。
- 1942年7月 - 省営バス安芸線として運行開始[3]。
- 1949年 - 広島電鉄と呉市交通局との相互乗り入れ運行開始。共通乗車制度も導入。
- 1962年 - 国鉄バス、下松駅-呉本通13丁目間の瀬戸内西線の運行を開始。
- 1974年10月 - 国鉄バスが横川駅への乗り入れ開始。
- 1978年 - 呉市交通局が撤退。
- 1992年 - 呉市交通局が快速便の運行により再参入。
- 1995年11月 - 中国JRバスが広島-呉間の急行便の運行を再開。
- 1996年8月31日 - 広島呉道路全通により経路変更の上、「クレアライン」として運行開始。
- 2007年12月1日 - クレアラインの呉側を阿賀駅前・東のりばまで延長。
- 2012年3月31日 - 呉市交通局が、広島電鉄に営業譲渡により撤退。
- 2018年
  - 7月5日、平成30年7月豪雨のため運転見合わせ。
  - 7月17日、広島バスセンター - 呉駅前間でクレアラインの代替バスとして、「広島〜呉間災害時臨時輸送バス（災害時BRT）」の運行を開始[4]。
  - 9月28日、前日の9月27日に広島呉道路が全線通行再開したのに伴い、クレアラインの運行を再開。「広島〜呉間災害時臨時輸送バス」は前日をもって運行終了[5]。
- 2025年2月1日 - 全便が広島バスセンター発着に、広島電鉄運行便の一部が宇品IC経由（広島高速3号線経由）となり、特急便の運行が終了[6]。

## 運行会社
- 広島電鉄
  - 地域輸送営業部・広島南営業所が担当。呉市交通局が撤退するまでは同局担当便の運行支援業務を行っていた。
- JRバス中国（仁保IC経由便のみ）
  - 現在は広島支店が担当している。

## 停車停留所
広島呉道路（クレアライン）を経由して広島市内と呉市内の停留所を結んでいる。仁保IC経由便と宇品IC経由便があり停車停留所が一部異なる。広島市内区間の相互、呉市内区間の相互は乗降不可。
- 広島市内：広島バスセンター - 本通 - 中電前  - 市役所前 - 南区役所前 - （仁保IC経由 / 宇品IC経由）
  - 仁保IC経由便：大学病院南門 - 柞木（ほうそぎ） - （仁保IC）
  - 宇品IC経由便：出汐二丁目 - 県立広島大学前 - 宇品東五丁目 - （宇品IC 広島高速3号線）
- (広島呉道路 クレアライン）
- 呉市内：体育館前 - 呉駅前 - 四ツ道路 - 呉本通三丁目 - 呉本通四丁目 - 呉本通り六丁目 - 呉本通り八丁目 - 西畑 - 中畑 - 原 - 郷 - 阿賀駅前

かつて、阿賀駅前より先は、東のりば まで運用されていたが、廃止となった。

## 運行回数
| 方面     | 発着地       | 経由   | 便数 |
| -------- | ------------ | ------ | ---- |
| 広島方面 | 呉駅前       | 仁保IC | 7    |
| 広島方面 | 呉本通六丁目 | 仁保IC | 19   |
| 広島方面 | 呉本通六丁目 | 宇品IC | 13   |
| 広島方面 | 阿賀駅前     | 仁保IC | 13   |
| 広島方面 | 阿賀駅前     | 宇品IC | 7    |
| 呉方面   | 呉駅前       | 仁保IC | 7    |
| 呉方面   | 呉本通六丁目 | 仁保IC | 16   |
| 呉方面   | 呉本通六丁目 | 宇品IC | 15   |
| 呉方面   | 阿賀駅前     | 仁保IC | 17   |
| 呉方面   | 阿賀駅前     | 宇品IC | 4    |

| 方面     | 発着地       | 経由   | 便数 |
| -------- | ------------ | ------ | ---- |
| 広島方面 | 呉駅前       | 仁保IC | 4    |
| 広島方面 | 呉本通六丁目 | 仁保IC | 13   |
| 広島方面 | 呉本通六丁目 | 宇品IC | 9    |
| 広島方面 | 阿賀駅前     | 仁保IC | 10   |
| 広島方面 | 阿賀駅前     | 宇品IC | 3    |
| 呉方面   | 呉駅前       | 仁保IC | 4    |
| 呉方面   | 呉本通六丁目 | 仁保IC | 15   |
| 呉方面   | 呉本通六丁目 | 宇品IC | 10   |
| 呉方面   | 阿賀駅前     | 仁保IC | 7    |
| 呉方面   | 阿賀駅前     | 宇品IC | 3    |

## 車内・運行
設備
- 4列シート。
- 全便全席自由席。混雑時は補助席の利用も可能。
- 全便全席禁煙。
- トイレはない。

運転・運賃収受
- 全便ワンマン運転。
- 前乗り前降り方式。
- 整理券方式が採用されているため、乗車時に整理券を取り、降車時に整理券、乗車券・運賃を運賃箱に投入する。
- 全便自由席なので、広島バスセンターにある自動券売機で購入した共通乗車券を使用したり、車内で精算することも可能である。
- 全便ICOCAの利用、広島電鉄便のみMOBIRY DAYSが利用可能（過去にはバスカード及びPASPYも使用可能だった）。

安芸線（過去の車両）
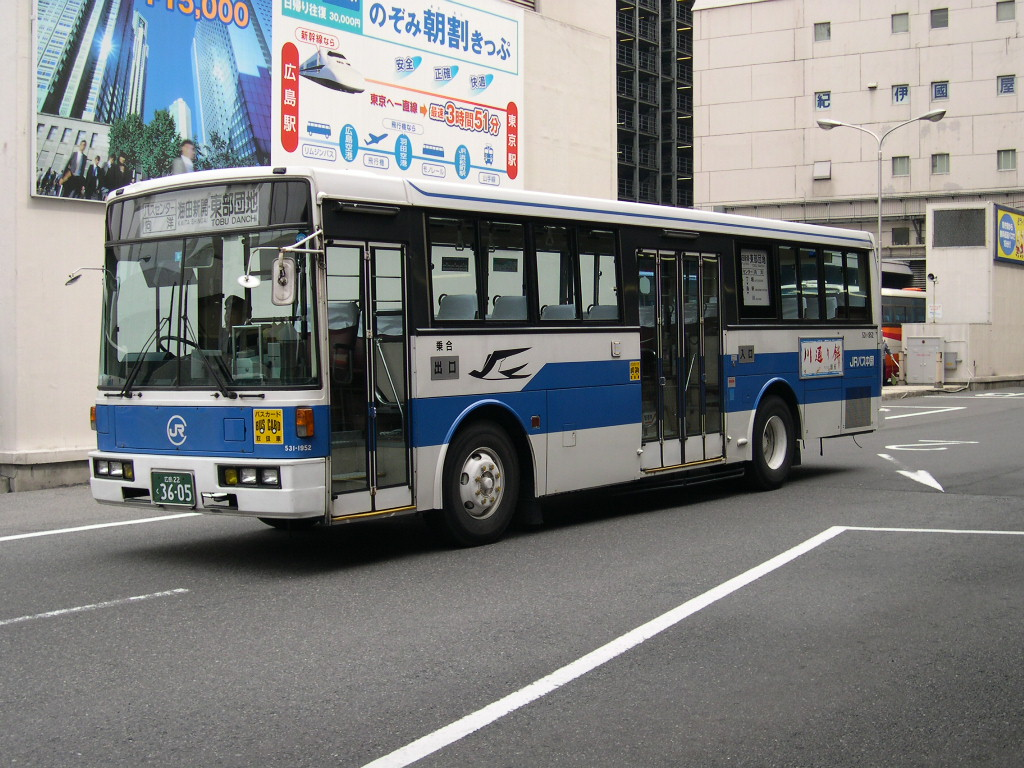
路線車　531-1952
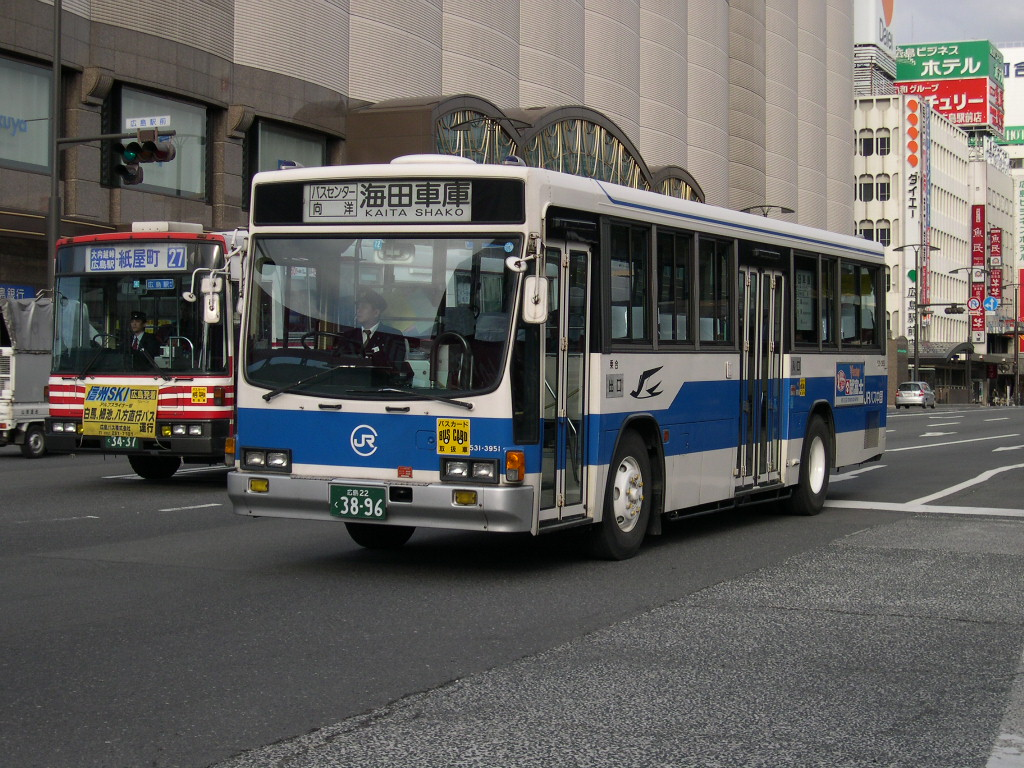
路線車　531-3951
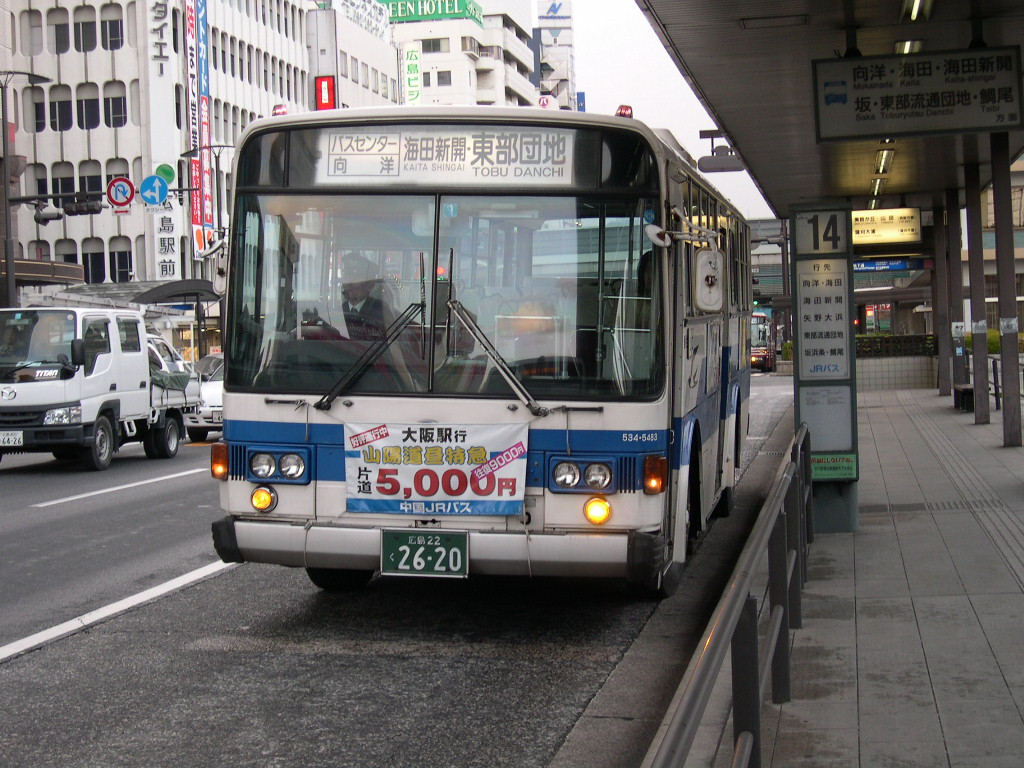
路線車　534-5483
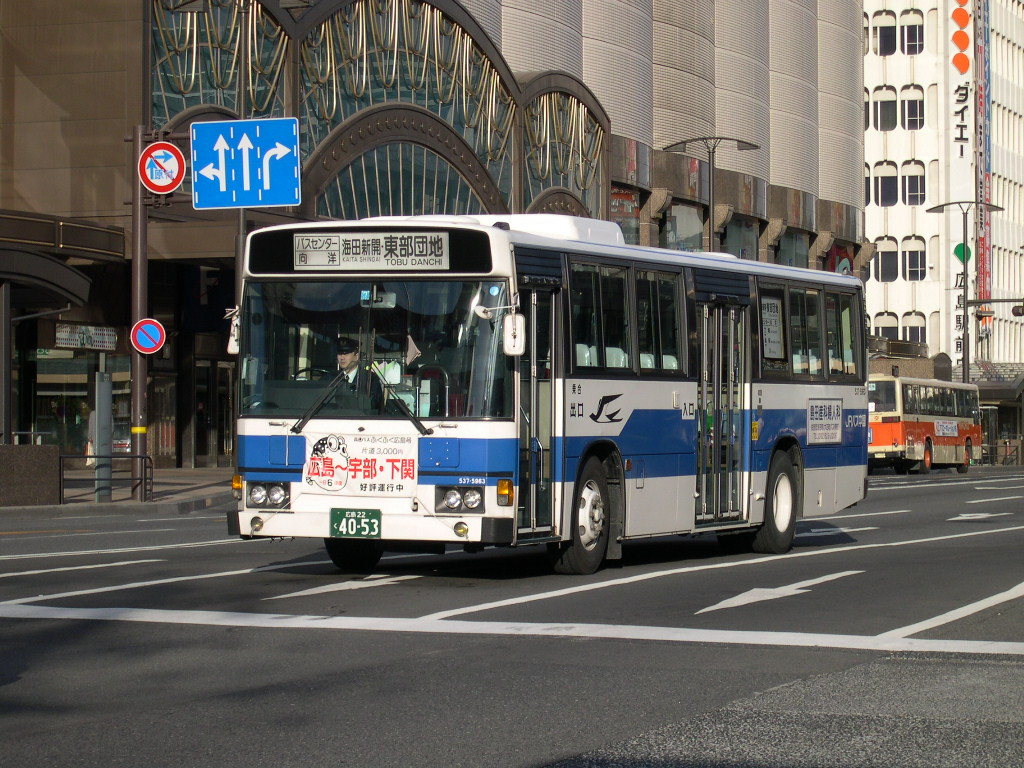
路線車　537-5963